# Tarnowiec (województwo opolskie)
Tarnowiec – wieś w Polsce położona w województwie opolskim, w powiecie brzeskim, w gminie Lubsza.
W latach 1975–1998 miejscowość położona była w województwie opolskim.